# Rinderhorn
Le Rinderhorn est un sommet des Alpes bernoises, en Suisse, situé dans le canton du Valais, qui culmine à 3 449 m d'altitude.

## Géographie
À l'est, il est dominé par le Balmhorn (3 698 m) au chaînon duquel il est rattaché en compagnie de l'Altels (3 630 m, au nord-est) et du Chli Rinderhorn (3 003 m, au nord).
Son flanc sud, abrupt, héberge la vallée de la Dala, dont il surplombe les gorges. Il domine la commune de Loèche-les-Bains qui s'étend le long de la rivière au sud-ouest.
À l'ouest il domine la chaîne des Plattenhörner (2 855 m) et le Daubenhorn (2 942 m) entre lesquels se niche le col de la Gemmi qui donne accès au lac de Dauben (Daubensee) dont les rivages s'étendent au nord-ouest.
Le chaînon du Balmhorn-Altels-Rinderhorn est constitué de roche calcaire issue du soulèvement des couches sédimentaires lors de la collision de la plaque africaine et de la plaque eurasiatique au Paléogène, il y a soixante millions d'années.